# Odorrana sinica
Odorrana sinica es una especie de anfibio anuro de la familia Ranidae.

## Distribución geográfica
Esta especie solo es conocida por su holotipo tomado en China sin precisión del sitio.

## Publicación original
- Ahl, 1927 "1925" : Zur Systematik der asiatischen Arten der Froschgattung Rhacophorus. Sitzungsberichte der Gesellschaft Naturforschender Freunde zu Berlin, vol. 1925, p. 40-47.[5]